# Bastei (Köln)

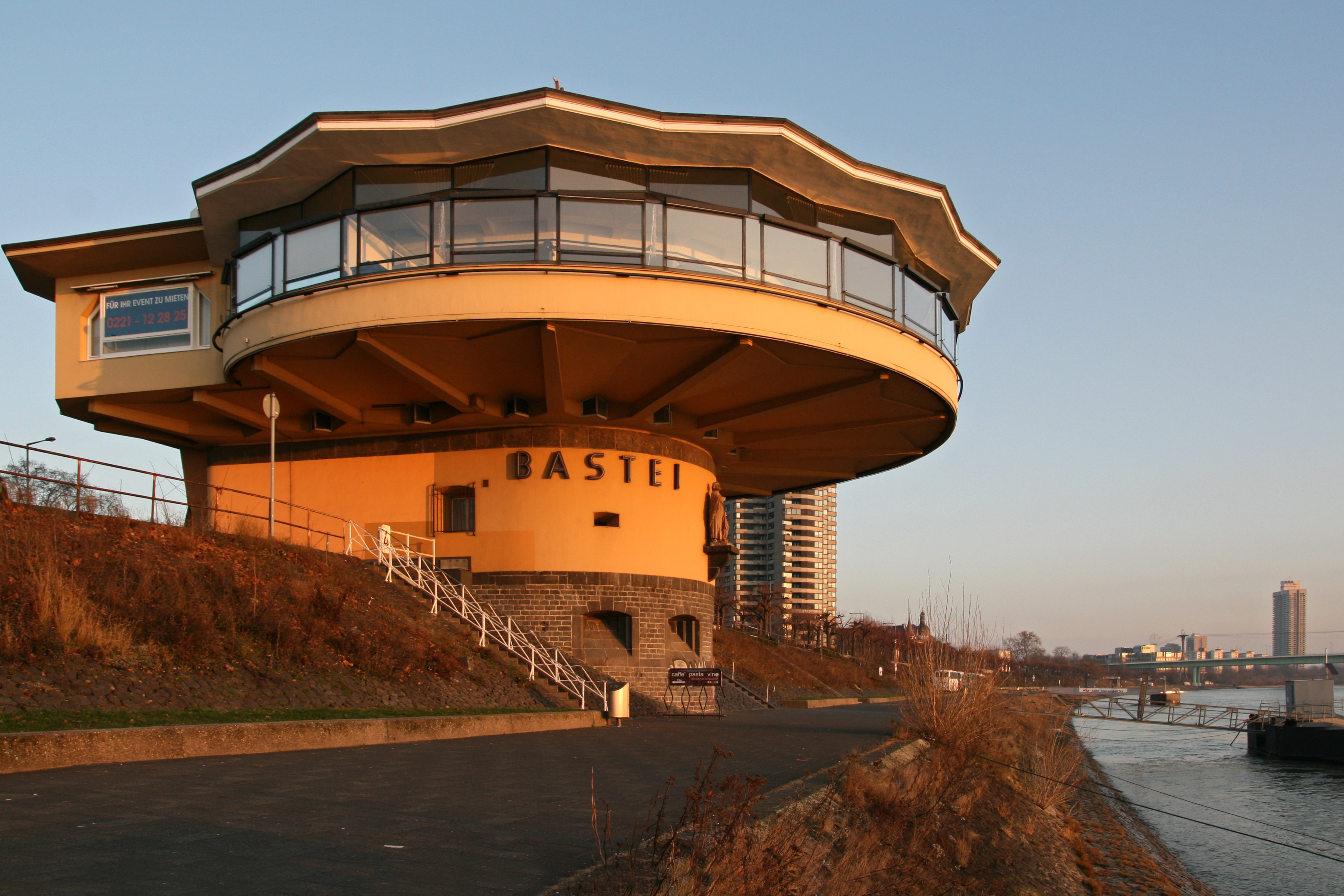
Bastei (2008)

Die Bastei ist ein Bauwerk in Köln-Neustadt-Nord, gelegen am nördlichen Ende der Kölner Ringe direkt am Rheinufer. Seit seiner Eröffnung am 22. Oktober 1924 diente der Bau mit einer Nutzfläche von 300 m² als Aussichtsrestaurant. Seit 2019 ruht der Betrieb aufgrund baulicher Mängel.

## Geschichte und Architektur

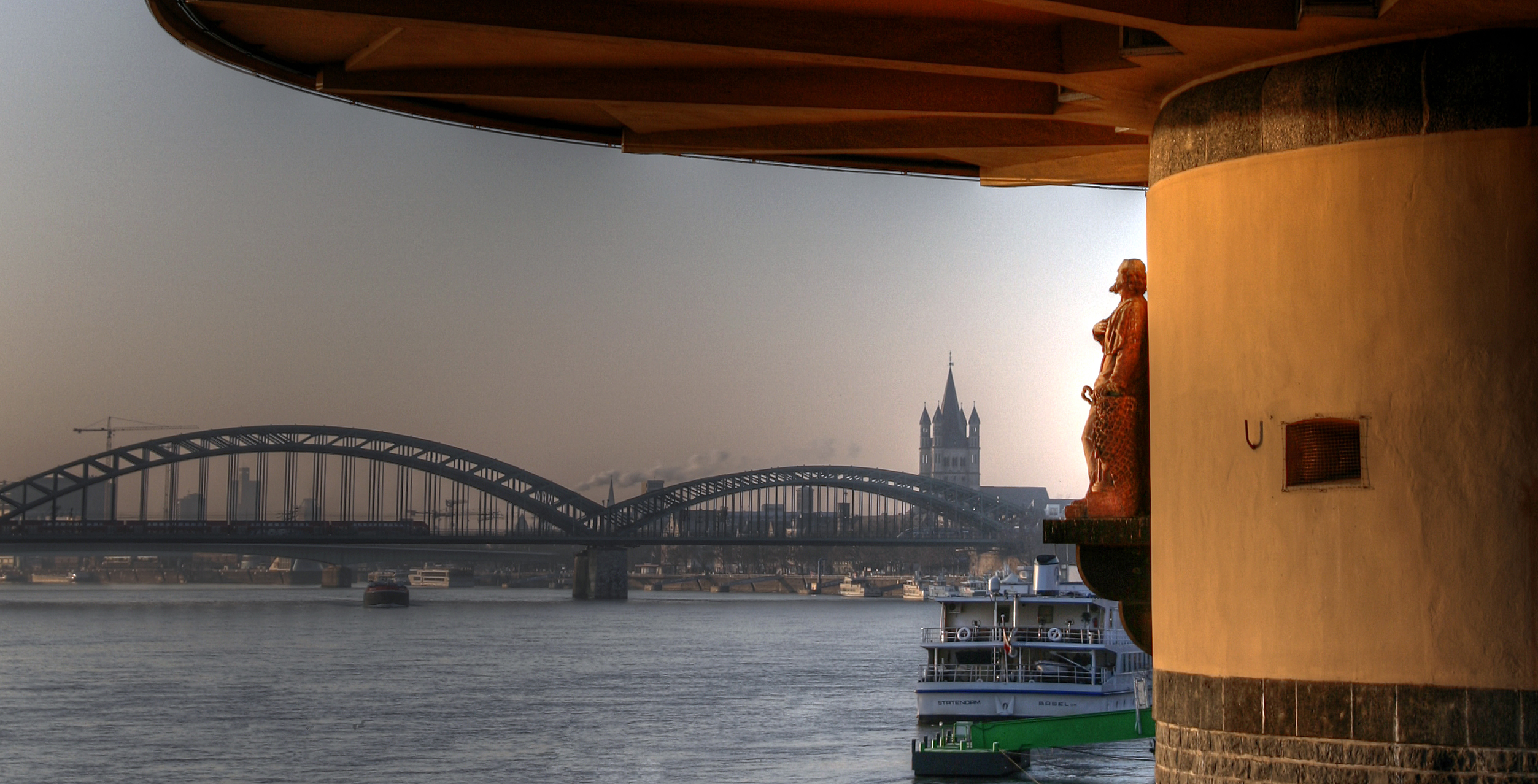
Statue an der Rheinseite (2008)

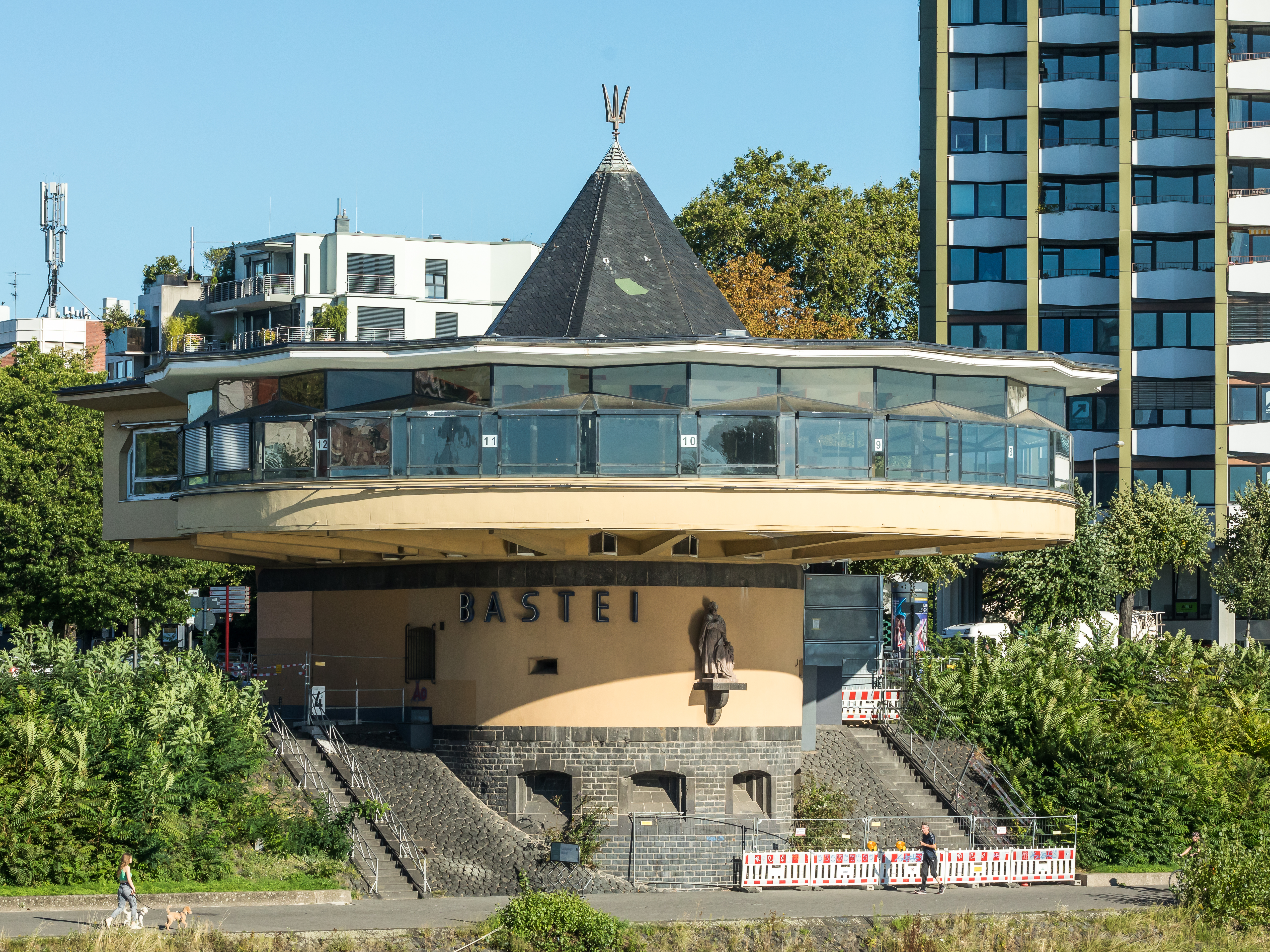
Die teilweise abgesperrte Bastei im Jahr 2023.

An Stelle der Bastei befand sich bis in die 1880er Jahre die Hafeneinfahrt des Kölner Sicherheitshafens, der seit 1813 bestand, um 1880 aber aufgegeben wurde. Die Hafeneinfahrt wurde 1891 dazu genutzt, eine 7,50 Meter hohe Kaponniere zu errichten, deren Kellergeschosse bis 11 Meter in die Tiefe reichten, nach einem Namenswettbewerb wurde diese als Bastei bezeichnet.
Auffallend an dem 1924 durch den Kölner Architekten Wilhelm Riphahn errichteten und 1927 veränderten Bauwerk im expressionistischen Stil ist der ungewöhnliche Überbau, der acht Meter über die Grundfläche auskragt. Das in leichtem Stahlbau ausgeführte Obergeschoss setzt auf der preußischen Kaponniere von 1891 auf, die Riphahn zur Straße hin vergrößerte. Das Zentrum des gezackten Daches krönt eine innen offene Spitzhaube. Mit der Bastei gelang Riphahn stilistisch und beruflich der Durchbruch. In ihrer Entstehungszeit war die Architektur bei den Kölnern umstritten, es gab Befürchtungen, dass die Stadtsilhouette negativ beeinflusst werden könnte.
Nach der Fertigstellung war die Begeisterung in der Bevölkerung jedoch groß. Architekturkritiker Heinrich de Fries schrieb 1926, dass sich das Bauwerk „mit der Landschaft, dem Strom und den Brücken vermähle, fast völlig befreit scheinbar von der Basis, aus der es doch entwachsen ist.“ Joachim Ringelnatz, der sich öfter in Köln aufgehalten hatte, widmete der Bastei 1932 sein Gedicht Köln von der Bastei gesehen: „Ich rufe schmatzend den Ober herbei. Er will mich nicht verstehen. Ich wünsche: Es möchte sich die Bastei jetzt karussellartig drehen.“ 
Nach schweren Kriegsschäden im Jahre 1943 wurde die Bastei durch Riphahn 1958 nach dem Zustand von 1927 wiederhergestellt und durch den Kölner Oberbürgermeister Theo Burauen wiedereröffnet. Am 4. Dezember 1958 eröffnete Hans Herbert Blatzheim hier ein Restaurant, das mit einem Michelinstern ausgezeichnet wurde. 1976 erschien die Rezeptsammlung Die Bastei – Köstliche Geheimnisse ausgeplaudert. 1985 wurde das Bauwerk grundlegend für rund 1,5 Millionen Mark saniert. Bereits damals war die Sanierung aufgrund des Denkmalschutzes so teuer, dass sie nur schwerlich umgesetzt werden konnte. Die Nachkriegs-Bastei trägt einen beleuchteten Dreizack auf der Dachspitze.

## Nutzung
Das Bauwerk mit einer Kapazität von bis zu 200 Personen diente seit seiner Eröffnung als Aussichtsrestaurant. Nach 1997, als der normale Restaurantbetrieb eingestellt wurde, konnte die Bastei nur noch für Veranstaltungen gemietet werden. Seitdem ist sie nicht mehr für die Öffentlichkeit zugänglich. Im April 2017 hat die Koelncongress Gastronomie GmbH die Bewirtschaftung von der Familie Blatzheim übernommen.

### Stilllegung ab 2019
Aufgrund baulicher Mängel wurde der Betrieb im März 2019 eingestellt. Die Stadt Köln veranlasste eine Analyse über die vorhandenen Mängel, um zu klären, welche Kosten für eine Sanierung aufzubringen wären. Aufgrund der langen Mängelliste (auch hinsichtlich Brandschutz, Asbest oder Rost) käme man auf Sanierungskosten von über zehn Millionen Euro. Seit 2019 erfolgt eine detaillierte Bestandsaufnahme, die jedoch, wie die Stadt Köln im April 2022 mitteilte, eine sehr marode Bausubstanz zeigt.
Seit Anfang 2022 ist das Gebäude zudem von außen abgestützt, um eine Verschlimmerung der vorhandenen Schäden zu verhindern. Eine Untersuchung der Technischen Universität Braunschweig in den Jahren 2022/2023 ergab erhebliche Verformungen, Schwächungen und Korrosionen an der baulichen Struktur oberhalb des preußischen Unterbaus, die einen Rückbau der Tragkonstruktion erforderlich machen sollen.